# Renate Kirchhof-Stahlmann
Renate Kirchhof-Stahlmann (* 14. Dezember 1942 in Reichenberg/Sudetenland) ist eine deutsche Künstlerin.

## Leben
Renate Kirchhof wuchs nach der Vertreibung aus der Tschechoslowakei ab 1946 in Bayern auf. Sie besuchte bis 1958 in Kaufbeuren die Schule. 1961 schloss sie die Lehre in Glasmalerei mit dem Gesellenbrief ab und besuchte die Internationale Sommerakademie für Bildende Kunst „Schule des Sehens“ von Oskar Kokoschka in Salzburg. Von dort nahm sie „prägende Eindrücke“ mit.
Von 1961 bis 1967 studierte sie freie Malerei an den Akademien Nürnberg und München mit dem Abschluss als Meisterschülerin bei Adolf Hartmann. Danach war sie als Kunsterzieherin in der Erwachsenenbildung und freischaffend tätig.
1984 heiratete sie den Ökonomen Volker Stahlmann; sie leben seitdem in Ottensoos im mittelfränkischen Landkreis Nürnberger Land. Seit 1985 ist sie dort freiberuflich tätig mit dem Schwerpunkt „Kunst vermittelt nachhaltige Entwicklung“.
Im Jahr 2009 erwarb das Ehepaar das ehemalige Stationsgebäude des Bahnhofs Ottensoos an der linken Pegnitzstrecke. Sie sanierten das denkmalgeschützte Bauwerk und betreiben es seit 2012 als Kulturbahnhof und „Stiftung Kunstmuseum Renate Kirchhof-Stahlmann und Forum für Nachhaltige Entwicklung“. Dort werden Dauer- und Sonderausstellungen des Werkes der Künstlerin und anderer, kombiniert mit Veranstaltungen zu Nachhaltigkeit und Umweltschutz, gezeigt.

## Werk
Kirchhof-Stahlmann konzentriert sich auf Feder- und Bleistiftzeichnungen, Aquarelle sowie  Objektkunst. Sie setzt sich bildnerisch mit Nachhaltigkeit und der Umweltproblematik auseinander. So benutzt sie regelmäßig Fundstücke für ihre Werke und verwendet Komponenten wiederholt. Sie schuf als wesentlichen Teil ihres Werkes mehrere in der Öffentlichkeit und im Wissenschaftsbereich präsentierte Bilderzyklen:

### Apokalypse
In den Jahren 1964 bis 1966 schuf Kirchhof-Stahlmann einen Zyklus von elf Radierungen zum Thema „Apokalypse“, der kubistische Einflüsse aufweist. Die Künstlerin veröffentlichte den Zyklus mit den Originalradierungen 1966 in großformatiger Buchform.

### Genesis
Der Genesis-Zyklus, der 1984 vollendet wurde, besteht aus 14 großformatigen Blei- und Farbstiftzeichnungen. Die ersten sieben Bilder beziehen sich auf den biblischen Schöpfungsbericht, gehen aber durch den Einfluss der Evolutionstheorie darüber hinaus. Der zweite Teil (Bilder 8–14) behandelt die Entwicklungsgeschichte des Menschen, der die Schöpfung durch seine Herrschaft, seinen Gotteskomplex und Größenwahn gefährdet. Die Texte für die Bilder des zweiten Teils stammen von Volker Stahlmann. Das letzte Bild, ein nahezu entmaterialisierter, lichtdurchstrahlter Kreis mit menschlichem Antlitz, trägt den Titel „Hoffnung“.
Kirchhof-Stahlmann stellte dieses Werk bei verschiedenen ökologischen Veranstaltungen aus, so 1989 bei einer Zukunftswerkstatt von Robert Jungk. Jungk schrieb daraufhin das Vorwort zu der biobliophilen Veröffentlichung des Werkes in einer Kassette, die mit finanzieller Unterstützung der NCR Corporation verwirklicht wurde.:51 1993 veröffentlichte die Evangelische Medienzentrale Bayern ein Medienpaket für Schulen und Erwachsenenbildung.

### Zeiten
Der Zeitenzyklus entstand 1991/92 für das Tagungsprojekt „Ökologie der Zeit“ der Evangelischen Akademie Tutzing. Die zwölf Blei- und Farbstiftzeichnungen behandeln im ersten Teil die zunehmende Beschleunigung in der industriellen Moderne, weisen aber im zweiten Teil auch auf Auswege zu einer Entschleunigung und neue Strukturen einer Postwachstumsgesellschaft hin. GAIA stellte zum Zusammenhang zwischen den Bildern und der Tagung fest: „Nach Zerstreuung und Zerfall durch Tempo und Last des Fortschritts folgt die Zeitenwende mit Rückzug und Besinnung und Leben im Verborgenen mit neuen Ansätzen“.
Der Zeitenzyklus wurde 1993 als Buch mit dem Titel „Zeitmaschine-Maschinenzeit/ Zeitenwende-Wendezeit“ mit Texten von Volker Stahlmann im Ergon-Verlag veröffentlicht. In Volker Stahlmanns Buch Lernziel: Ökonomie der Nachhaltigkeit sind die Zeichnungen ebenfalls abgedruckt und vom Autor betextet.

### Lichtbilder
Den Zyklus Lichtbilder von 2002 empfindet Renate Kirchhof-Stahlmann als transzendierenden Abschluss zu den früheren Zyklen. Auf Anregung von Karlheinz Stockhausen zeichnete die Künstlerin mit Farbstiften auf schwarzem Grund sieben Bilder für seine letzte Oper „Sonntag aus Licht“.:59–62

### Techniken
Die Künstlerin wendet bei ihren Werken vielfältige Techniken an, unter anderem
Scherenschnitte, Öl und Acryl, Materialbilder, Collagen, Objekte von Fundstücken aus Kultur und Natur, Installationen und Raumgestaltung.

## Auszeichnungen
- 1964: 1. Preis im Weihnachtswettbewerb der Akademie der Bildenden Künste München[3]
- 1972: Förderpreis der Stadt Kempten
- 2013:	Umweltpreis des Bundesdeutschen Arbeitskreises für Umweltbewusstes Management (B.A.U.M.) in der Kategorie „Kunst und Medien“[11][5]

## Ausstellungen (Auswahl)
(Quelle: Sabine Sense 2023:98–99)

### Einzelausstellungen
- 1968: Apokalypse (Gutenberg Museum Mainz)
- 1970: Bilderauswahl (Ecke Galerie Augsburg)
- 1974: Elemente-Serie (Siemens Hauptverwaltung München)
- 1976: Sprache der Dinge (Keller-Galerie, Schaezler-Palais Augsburg)
- 1983: Genesis und weitere Arbeiten (Gablonzer Galerie Kaufbeuren-Neugablonz)
- 1989: Genesis (Schloß Wiesenfelden Zukunftswerkstatt mit R. Jungk)
- 1989: Genesis (Hochschule St. Gallen, Oikos-Konferenz)
- 1993: Genesis, anlässlich der Tagung Ökologie der Zeit, Ev. Akademie Tutzing
- 2003: Genesis, Zeiten, Lichtbilder und gezeichnete Tagebücher (Universität Konstanz, Studium Generale)
- 2004: Genesis und Zeiten (Industrie- und Handelskammer Hamburg)
- 2010: Zeiten (TH Nürnberg Fakultät BW)
- Seit 2012:  Kulturbahnhof Ottensoos (Dauerausstellung der Zyklen und Sonderausstellungen: „Böhmische Wurzeln - Wege nach Europa“, „Entlässt die Natur den Menschen?“; „Die Welt ist Klang, Wasser ist Leben“)
  - 2025: Ist´s vorbei mit der Käferkrabbelei? – Artenreichtum – Artensterben[12]

### Gruppenausstellungen
- Seit 1964 Beteiligung an den Ausstellungen des BBK in Kempten
- 1967: Apokalypse, in Kunst der Graphik in und um München, Staatliche Graphische Sammlung, München[13]
- seit 1976: Beteiligung an den Ausstellungen der Esslinger Künstlergilde
- seit 1989: Beteiligung an Ausstellungen der GEDOK Franken
- 1993/94 „Água, Mmiri, Wasser“, Internationale Wanderausstellung

### Werke in der Öffentlichkeit
Im Foyer des Hauses der Zukunft in Hamburg hängt seit 2000 ihr großformatiges Bild „ludus universis“. und ca. weitere 30 Bilder. „ludus universis“ ziert auch den Titel der Festschrift zum 70. Geburtstag des Museumsgründers Georg Winter.

## Veröffentlichungen
- Apokalypse. Imhof-Verlag München, 1966.
- Genesis, mit Vorwort von Robert Jungk. bibliophile Kassette im Selbstverlag, 1990.
- Genesis. Evangelische Medienzentrale Bayern, Medienpaket (Begleitheft, Poster, Diaserie) 1993.
- Renate Kirchhof-Stahlmann (Zeichnungen), Volker Stahlmann (Texte) mit Vorwort von Günter Altner: Zeitmaschine - Maschinenzeit, Zeitenwende - Wendezeit. ein zwölfteiliger Zyklus. Ergon, Würzburg 1993, ISBN 978-3-928034-31-9.
- Zeit lassen (mit Bilderzyklus „Zeiten“) in: Martin Held/Karlheinz A. Geißler (Hg.): Ökologie der Zeit. Hirzel, Edition Universitas, Stuttgart 1993, ISBN 3-8047-1264-9
- mit Bildern des Zeitenzyklus in: Martin Held/Karlheinz A. Geißler (Hg.), Von Rhythmen und Eigenzeiten, Grundbegriffe zur Ökologie der Zeit. Hirzel, Edition Universitas, Stuttgart 1995, ISBN 3-8047-1414-5
- Bilder in: Martin Held (Hrsg.): Ökologie der Zeit. Hirzel, Stuttgart  1999, 2. Aufl. ISBN 978-3-7776-0989-8
- Das Gute lässt sich nicht verbessern. In: Biesecker, Mathes, Schön, Scurell (Hg.) Vorsorgendes Wirtschaften. Kleine Verlag, Bielefeld 2000. ISBN 3-89370-343-8
- Hermann Maass, Renate Kirchhof-Stahlmann (Illustrationen): Ich und Selbst in der Begegnung, ein imaginativer Lernprozess. Hartung Gorre Verlag, Konstanz 2004, ISBN 978-3-89649-937-0.
- mit Bildern des Zeitenzyklus in: Volker Stahlmann: Lernziel: Ökonomie der Nachhaltigkeit. Oekom-Verlag München 2008, ISBN 978-3-86581-099-1
- mit Volker Stahlmann: Biokratie aus weiblicher Sicht – zur Wertschätzung des Lebens. In: Haus der Zukunft Hamburg (Hrsg.): Rechte der Natur/Biokratie. Metropolis-Verlag Marburg 2015. ISBN 978-3-7316-1180-6